# Good Morning Revival
Good Morning Revival è il quarto album di studio dei Good Charlotte, registrato nel 2006 e uscito il 27 marzo 2007. L'album è stato pubblicato in Giappone dalla Avex, in Australia dalla Sony Records e in America dalla Epic Records e dalla Daylight Records.

## Il disco
Originalmente, il chitarrista Billy Martin scrisse sul suo blog che l'album sarebbe uscito per il Natale del 2006. Infatti la pubblicazione originale dell'album era prevista per quella data, ma fu rimandata numerose volte, arrivando all'ottobre 2006, al febbraio 2007 ed infine, Joel Madden dichiarò in un'intervista di MuchMusic che l'album sarebbe uscito nel marzo 2007.
Sul MySpace ufficiale, la band pubblicò il primo singolo il 22 settembre 2006, "Keep Your Hands off My Girl", ma solo su internet. Il 4 gennaio 2007 fu annunciato il primo singolo ufficiale "The River", registrato insieme al leader degli Avenged Sevenfold, Matthew Shadows e al chitarrista Synyster Gates.
Il 23 gennaio 2007 l'album era già disponibile per il download sull'iTunes Store americano, con l'anteprima di "The River". L'iTunes Special Edition comprendeva anche un video di una versione acustica di "Misery". Una versione acustica di "March On" poteva già essere scaricata gratuitamente sul sito ufficiale dagli utenti registrati.
Oltre alle tracce ufficiali, è possibile acquistare l'album in versione Wal-Mart con cinque tracce inedite.
La Target Edition comprende un DVD che comprende 3 episodi di GCTV (Good Charlotte TV) e il video e il making di "The River" e una versione acustica di "Beautiful Place".
L'album fu subito acclamato dalla critica; Metacritic, che pubblica recensioni da critici esperti, ha classificato l'album con un risultato medio di solo 45, basato su 18 revisioni.

## Lista tracce

### Versione standard
1. Good Morning Revival - 0:56 (Joel Madden, Benji Madden)
2. Misery - 3:49 (Benji Madden, Joel Madden, Don Gilmore)
3. The River - 3:15 (Benji Madden, Joel Madden, feat. M. Shadows, and Synyster Gates of Avenged Sevenfold)
4. Dance Floor Anthem (I Don't Want to Be in Love) - 4:04 (Benji Madden, Joel Madden, Don Gilmore)
5. Keep Your Hands off My Girl - 3:23 (Benji Madden, Joel Madden)
6. Victims of Love - 3:45 (Joel Madden, Benji Madden, Don Gilmore)
7. Where Would We Be Now - 3:58 (Billy Martin, Joel Madden, Benji Madden)
8. Break Apart Her Heart - 3:19 (Benji Madden, Joel Madden, Don Gilmore, Paul Thomas)
9. All Black - 4:19 (Benji Madden, Joel Madden, Don Gilmore)
10. Beautiful Place - 3:50 (Benji Madden, Joel Madden, Don Gilmore)
11. Something Else - 3:19 (Benji Madden, Joel Madden, Don Gilmore)
12. Broken Hearts Parade - 3:15 (Joel Madden, Benji Madden, Don Gilmore)
13. March On - 3:13 (Benji Madden, Joel Madden, Don Gilmore)

### Tracce bonus
1. The River (Acoustic) - 3:32 (iTunes Bonus Track)
2. Jealousy - 3:15 (Best Buy Edition)
3. Keep Your Hands Off My Girl (Broken Spindles Remix) - 4:35 (Japanese Edition)
4. Face the Strange - 2:59 (Japanese Edition)

### B-side
La band ha annunciato che per la realizzazione di questo album hanno lavorato su un centinaio di pezzi. La maggior parte di questi le avevano registrate per ultimo. Solo tre di queste tracce escluse furono usate come tracce bonus nelle varie edizioni dell'album.
1. Face the Strange - 2:59
2. Jealousy - 3:15
3. You're Gone - 3:22

## Singoli
- 2007 - The River
- 2007 - Keep Your Hands off My Girl
- 2007 - Dance Floor Anthem (I Don't Want to Be in Love)
- 2007 - Misery
- 2008 - Where Would We Be Now

## Classifiche
| Classifica (2007)                 | Posizione |
| --------------------------------- | --------- |
| Argentinean Albums Chart          | 10        |
| Australian Albums Chart           | 5         |
| Austrian Albums Chart             | 10        |
| Billboard 200                     | 7         |
| Billboard Comprehensive Albums    | 7         |
| Billboard European Top 100 Albums | 12        |
| Billboard Top Digital Albums      | 3         |
| Billboard Top Internet Albums     | 7         |
| Billboard Top Rock Albums         | 2         |
| Canadian Albums Chart             | 2         |
| Deutsche Albums Chart             | 10        |
| Estonian Albums Chart             | 5         |
| Finnish Albums Chart              | 16        |
| French Albums Chart               | 38        |

| Classifica (2007)        | Posizione |
| ------------------------ | --------- |
| German Albums Chart      | 10        |
| Greek Albums Chart       | 8         |
| Hong Kong Albums Chart   | 4         |
| Hungarian Albums Chart   | 33        |
| Irish Albums Chart       | 36        |
| FIMI Albums Chart        | 32        |
| Japanese Albums Chart    | 12        |
| Mexican Albums Chart     | 6         |
| New Zealand Albums Chart | 2         |
| Swedish Albums Chart     | 23        |
| Swiss Albums Chart       | 7         |
| Taiwanese Albums Chart   | 5         |
| Thai Albums Chart        | 8         |
| Official Albums Chart    | 13        |

## Formazione
- Joel Madden - voce
- Benji Madden - chitarra
- Billy Martin - chitarra
- Paul Thomas - basso
- Dean Butterworth - batteria